# クリスティーナ・カルネベーク
クリスティーナ・カルネベーク=バックス（Christina Karnebeek-Backs、1849年10月2日 - 1959年10月7日）は、オランダの長寿の女性。1959年1月4日にキャサリン・ウォーラーが死去したことに伴い、長寿世界一となった。

## 人物
1849年10月2日に生まれる。
1959年1月4日、キャサリン・ウォーラーが死去したことに伴い、長寿世界一となった。
1959年10月7日、110歳で死去した。